# Șaru Dornei
Șaru Dornei est une commune du județ de Suceava en Roumanie.